# Mezzana Rabattone
Mezzana Rabattone (lombardul: Msäna Rabatón) település Olaszországban, Lombardia régióban, Pavia megyében. Lakosainak száma 463 fő (2023. január 1.). Mezzana Rabattone Bastida Pancarana, Pancarana, Zinasco és Cervesina községekkel határos.

## Népesség
A település lakossága az elmúlt években az alábbi módon változott:
| Lakosok száma | 485  | 474  | 463  |
|               | 2017 | 2018 | 2023 |